# 祁姓
祁姓為中文姓氏之一，在《百家姓》中排名第105位。

## 祁姓分布与迁徙
祁地一说是黄帝分封得姓的14个儿子之一的封地，今山西境内。三国、魏晋及五胡乱华时由于战乱开始陆续从山西迁出，隋唐之前多分布在北方。两宋时期及后，由于中原地区被辽、西夏、金、蒙古等少数民族政权逐渐占据，由山西、山东开始向江浙一带迁徙。但山西祖地、山东、甘肃等地仍有保留氏族。明清时期，江浙祁氏开始继续向南部迁移，今华南地区祁姓多是那时迁至。另清中及晚清，山东烟台、威海等东部半岛祁姓一部为生计开始闯关东。今东三省除祖上是满族、蒙古族，其他汉族祁氏均祖籍山东亦是印证。
从以上迁徙的时间和分布来看，祁氏迁徙是随着历史上几次大的移民潮同时出现的。一次是随魏晋南北朝开始迁移，一次是南宋后期的移民潮，一次是明末清初的时期，一次是清末开始的闯关东和下南洋。

## 延伸阅读
[在维基数据编辑]
 《百家姓》
 《欽定古今圖書集成·明倫彙編·氏族典·祁姓部》，出自陈梦雷《古今圖書集成》